# Julianatop
Julianatop – najwyższa góra w Surinamie o wysokości 1280 m n.p.m. (według innych źródeł 1230), położona w Górach Wilhelminy.